# كريس أولوغلين
كريس أولوغلين (مواليد 13 ديسمبر 1967) هو مبارز بالسيف من الولايات المتحدة، مثّل بلاده في الألعاب الأولمبية الصيفية 1992.

## روابط خارجية
كريس أولوغلين على موقع أوليمبيديا (الإنجليزية)